# Ciminiera d'Argento
La Ciminiera d'Argento è un premio conferito ad atleti e personaggi del mondo dello sport che si sono distinti nelle loro discipline e sono riusciti a farsi ammirare ed anche amare dal loro pubblico; la manifestazione era organizzata dal Comitato Ciminiera d'Argento, sorto in seno alla U.S.D. Fornaci 1928 , società calcistica di Fornaci di Barga (Lucca).
Il riconoscimento è nato nel 1984 dall'idea dell'allora presidente dell'U.S.D. Fornaci 1928, Cav.Gino Giovannelli e del giornalista sportivo fornacino Alfio Tofanelli che ne ha condotto anche le prime edizioni; in seguito è stato condotto dal giornalista TV Franco Ligas. L'ultima edizione si è svolta nel 1993.
La ciminiera è stata scelta come simbolo dell'alacrità, del fervore e dell'iniziativa dei fornacini che vivono da sempre intorno alle loro ciminiere, prima quelle delle fornaci di mattoni, da cui il nome del paese, quindi quelle dell'industria metallurgica (Kme Group).
Per il successo ottenuto, anche la sede della manifestazione si è dovuta trasferire dal cinema-teatro LMI di Fornaci di Barga, al più ampio auditorium del Centro Turistico Internazionale de "Il Ciocco" di Castelvecchio Pascoli, che ha ospitato le ultime 4 edizioni.
Per difficoltà di gestione dal 1993 la consegna del premio si è interrotta.
Fra i nomi dell'albo d'oro ci sono Gianluca Pagliuca, Carlos Dunga, Roberto Mancini, Gianfranco Matteoli, Mario Cipollini, Juri Chechi, Omar Sívori, Andrea Lucchetta, Francesco Damiani, Maurizio Stecca, Alessandro Lambruschini, Bruno Pizzul, Fabrizio Maffei, Aldo Agroppi, Maurizio Mosca.

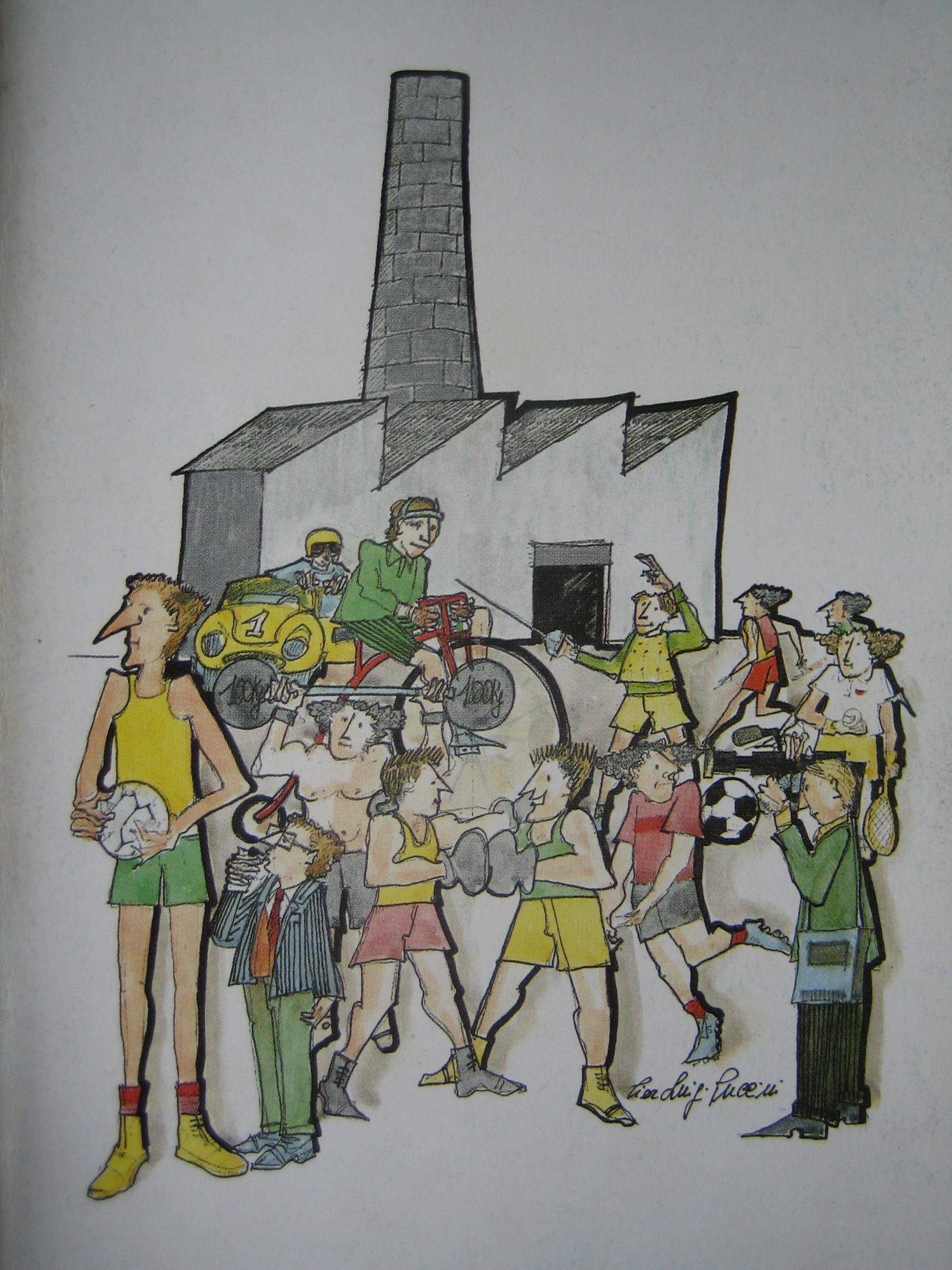
Il logo del Premio
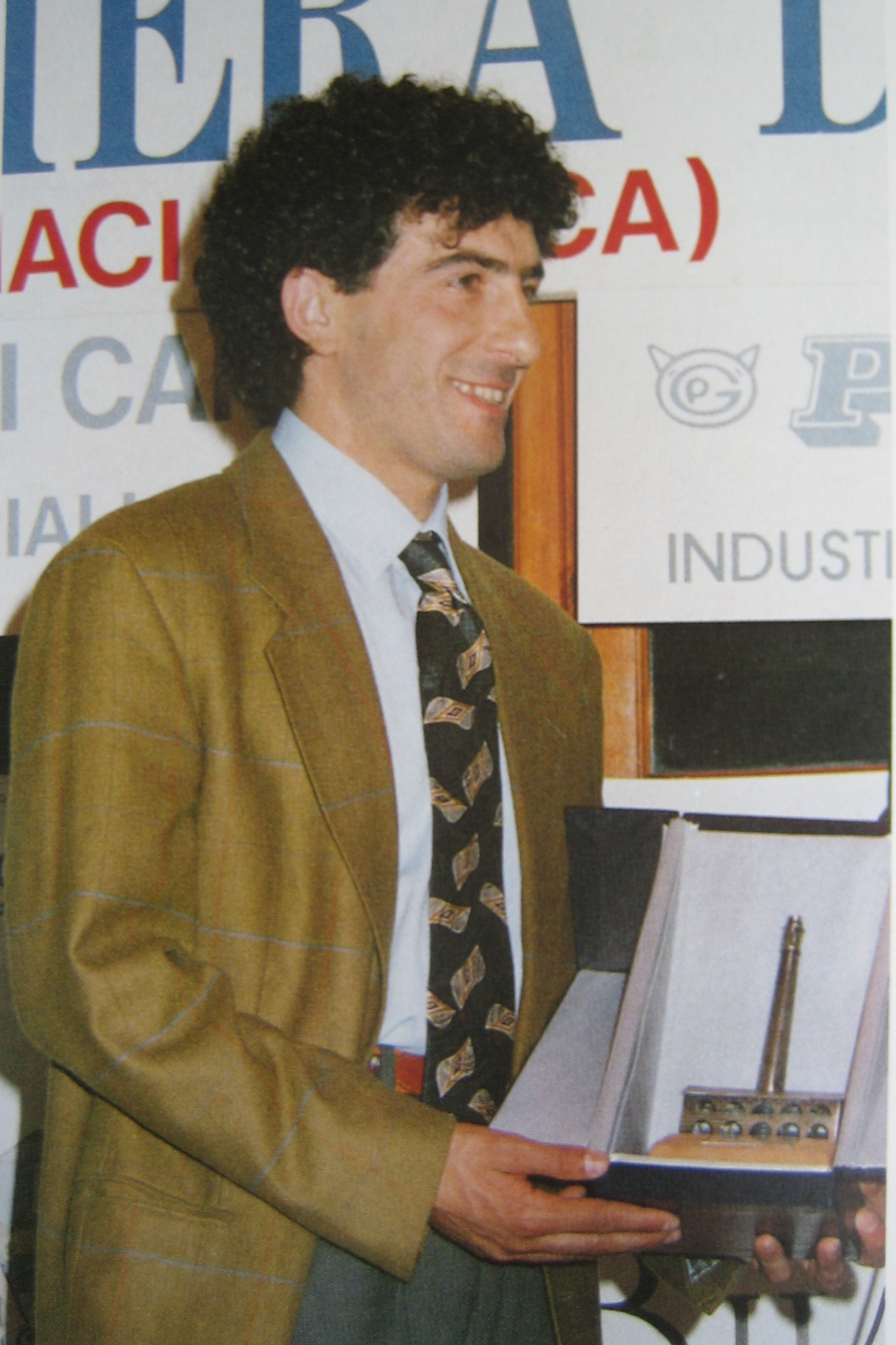
Gianfranco Matteoli
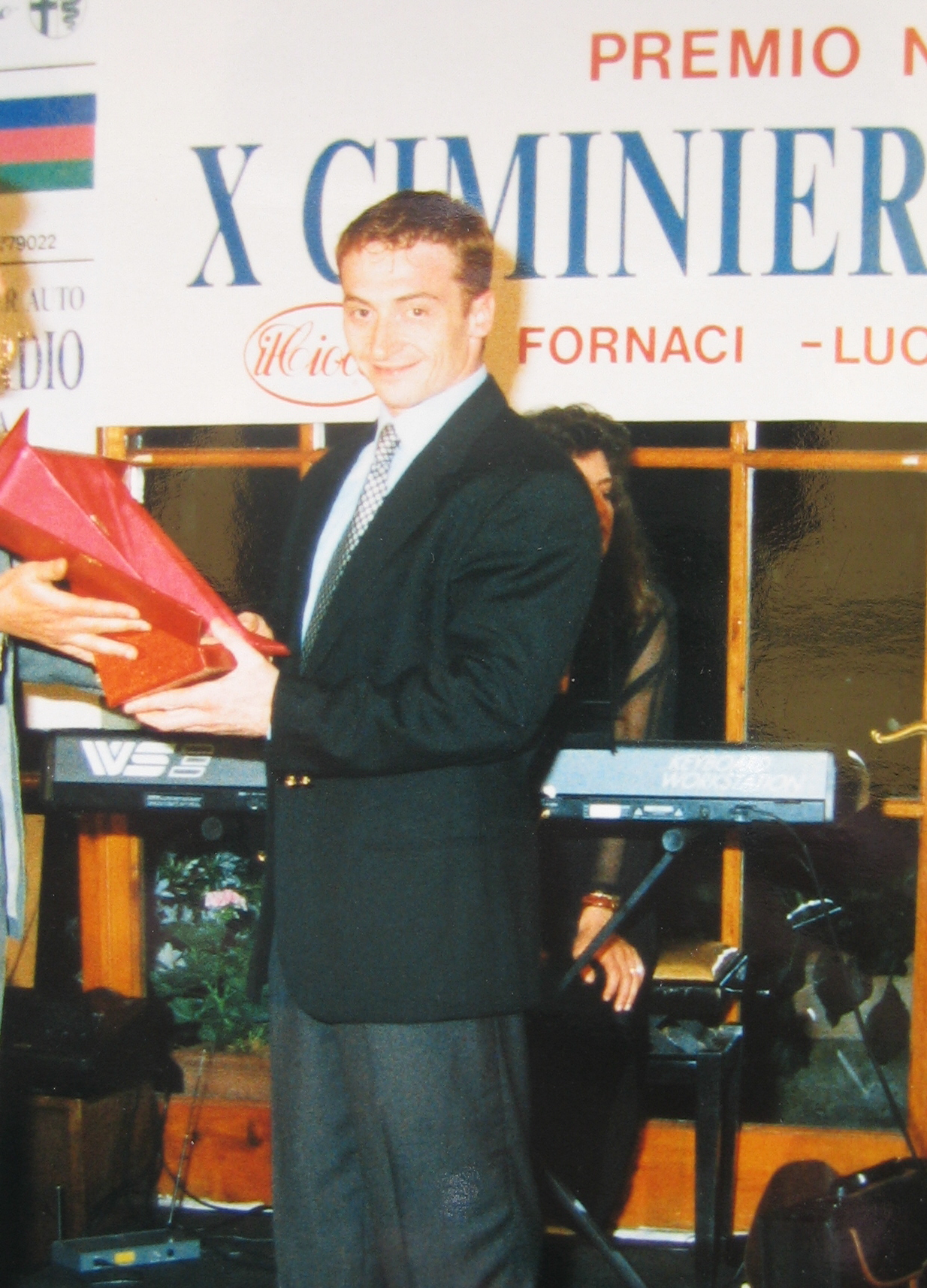
Jury Chechi
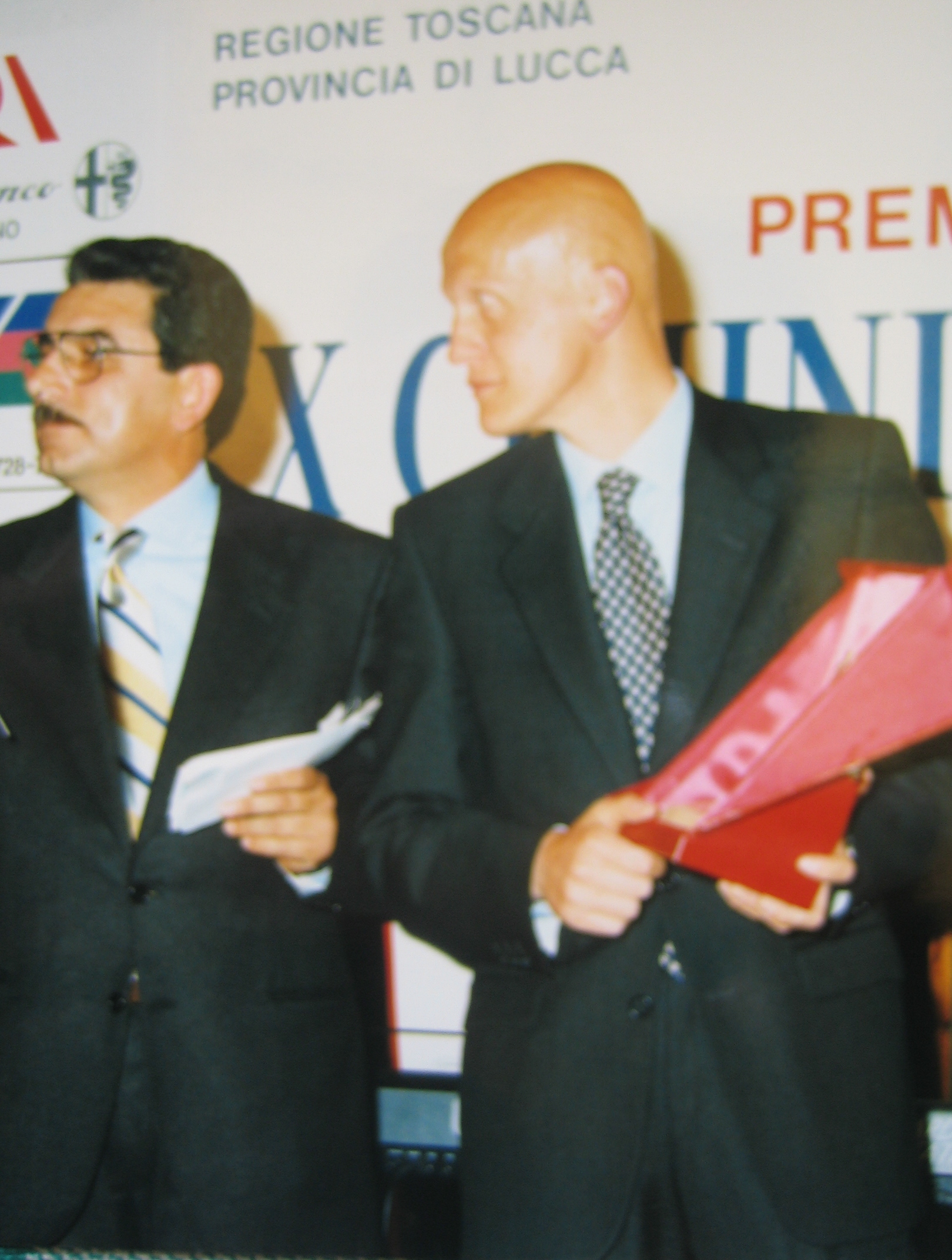
Pierluigi Collina
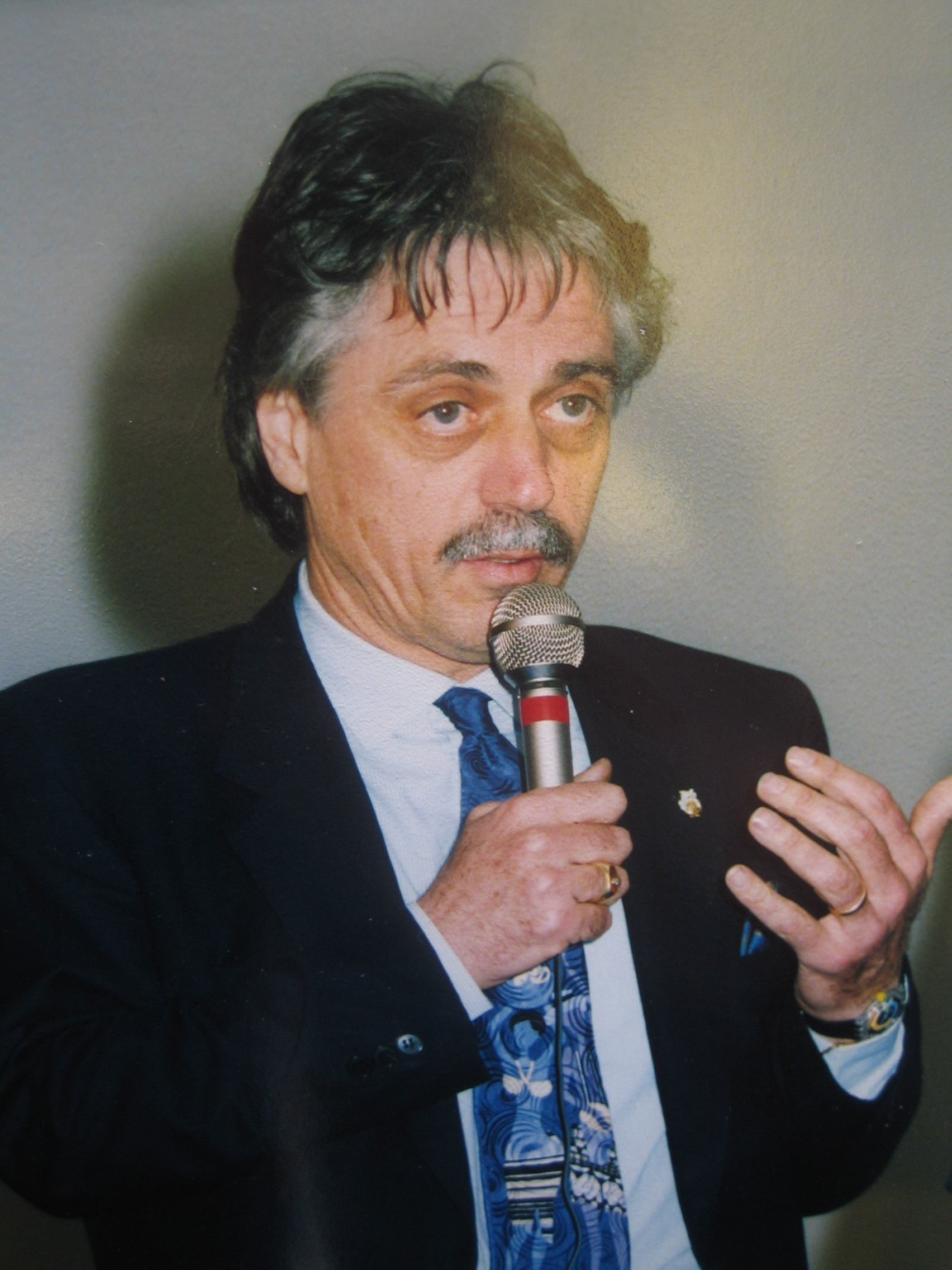
Aldo Agroppi
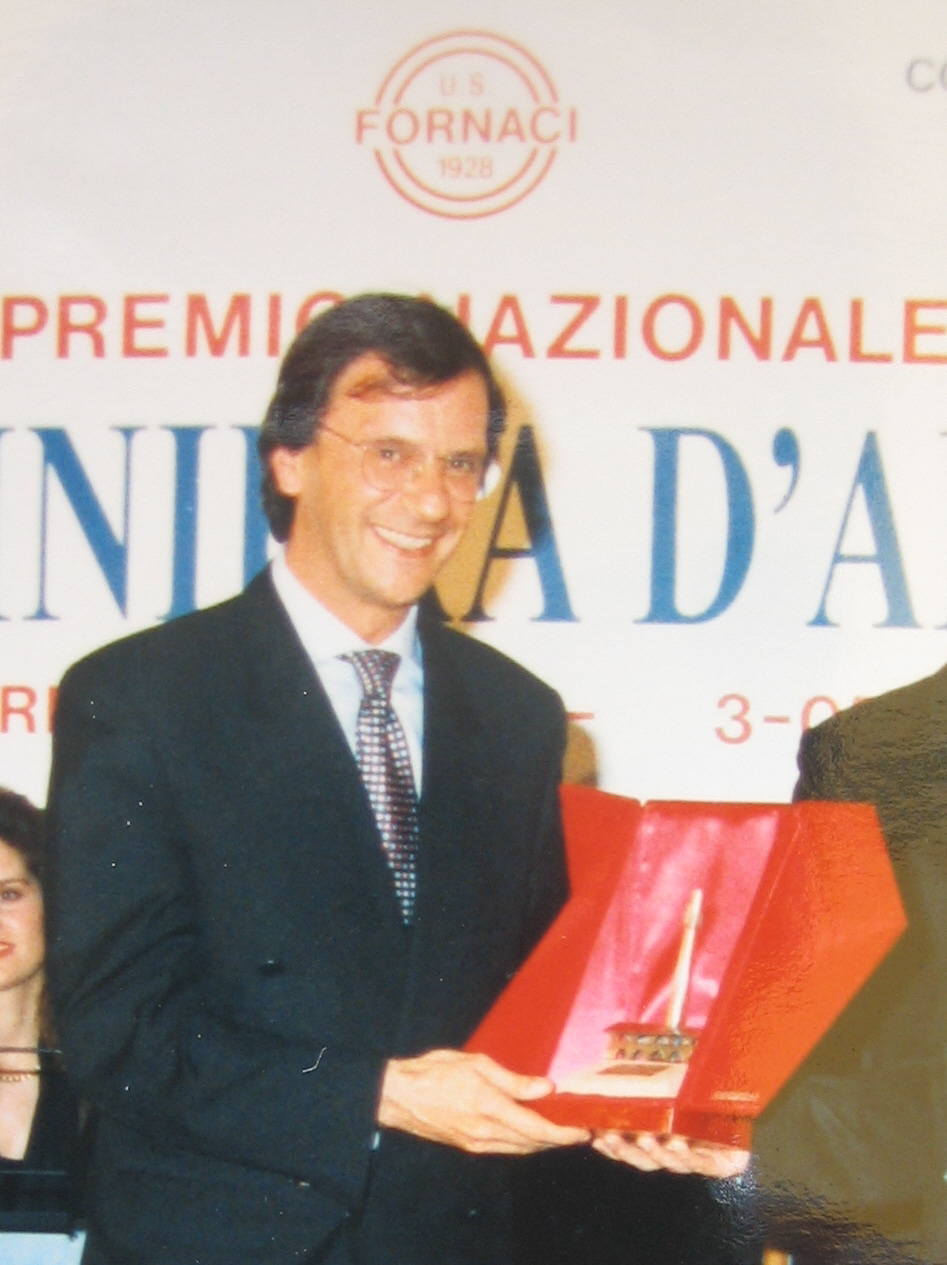
Massimo De Luca
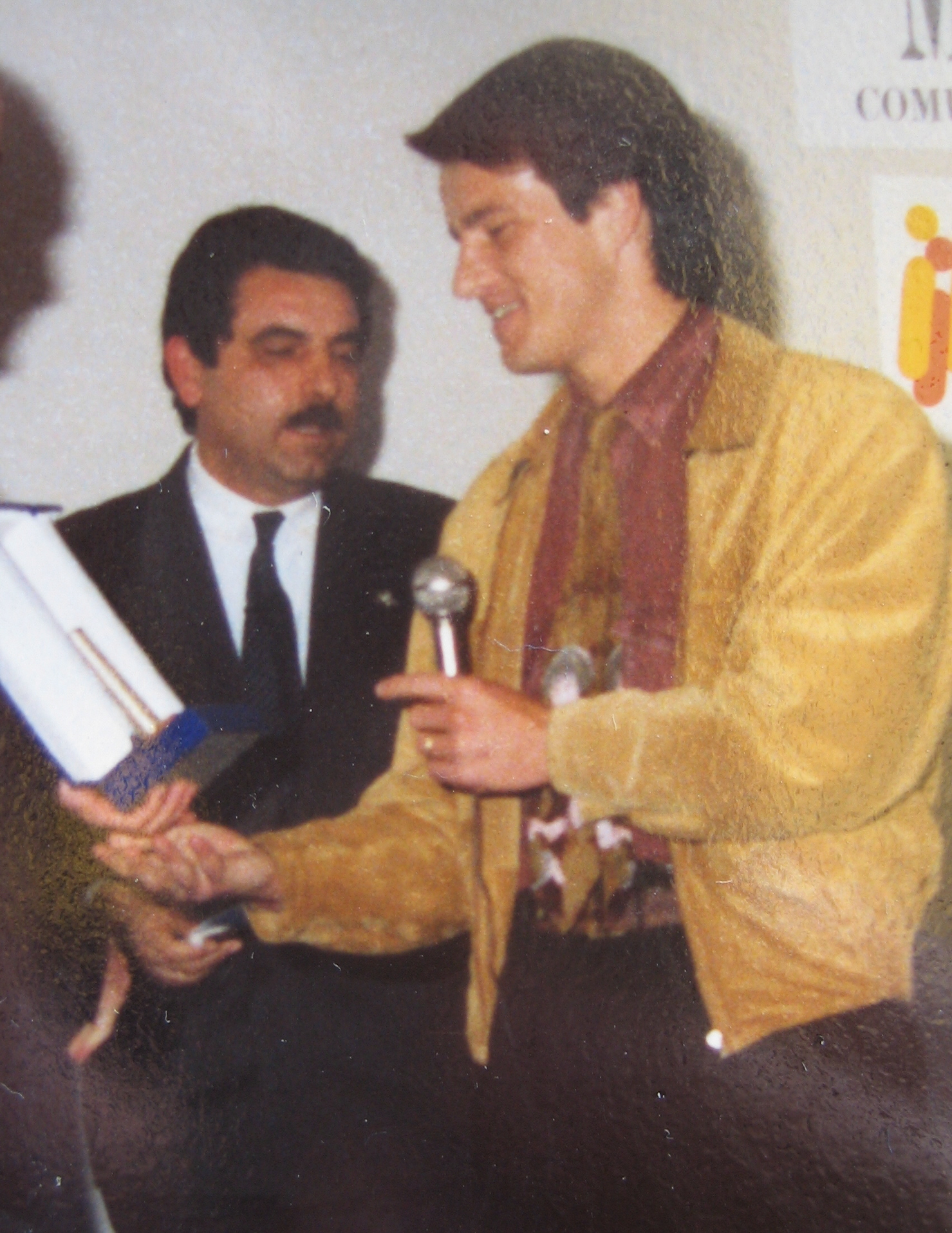
Dunga
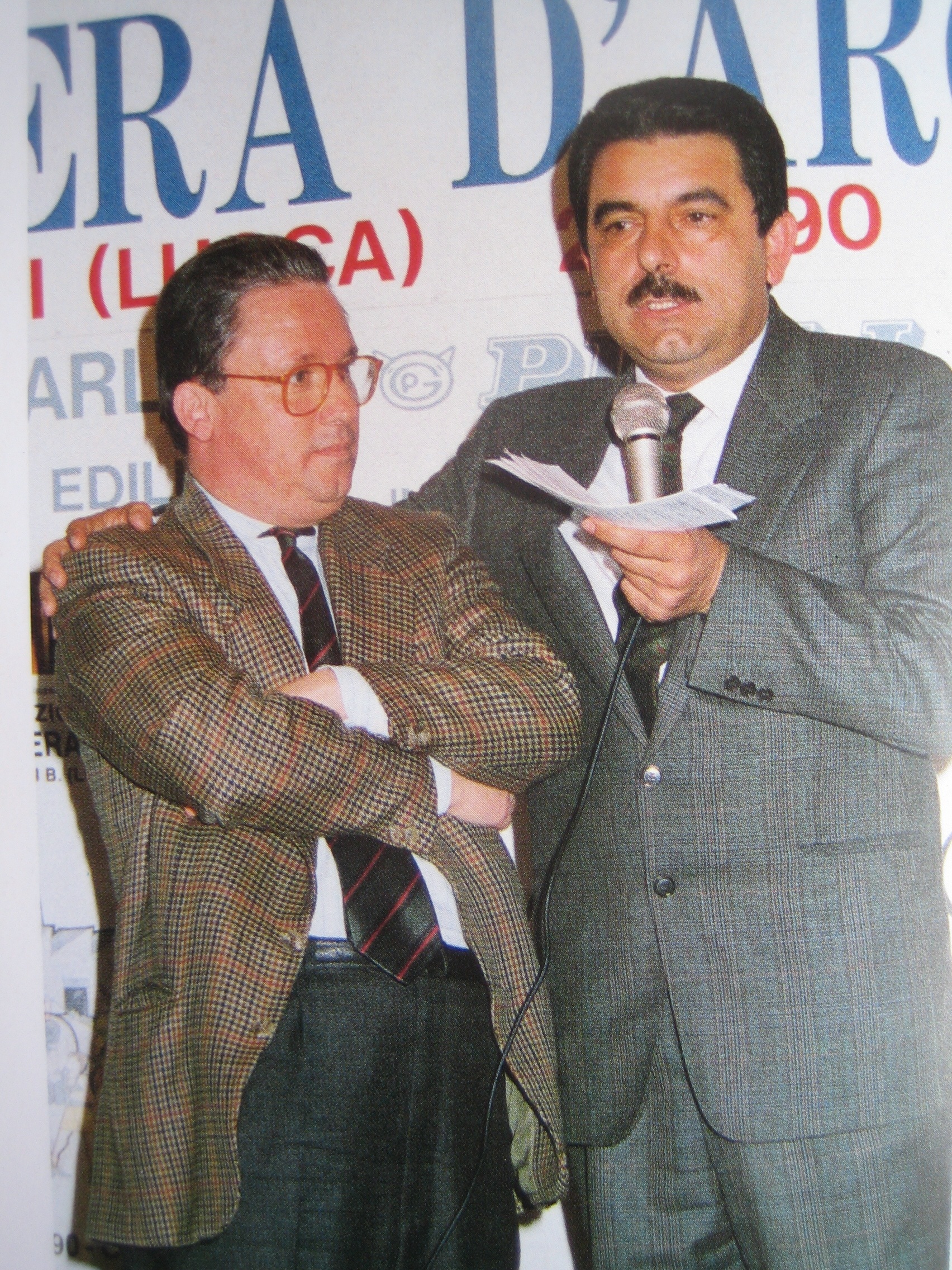
Maurizio Mosca
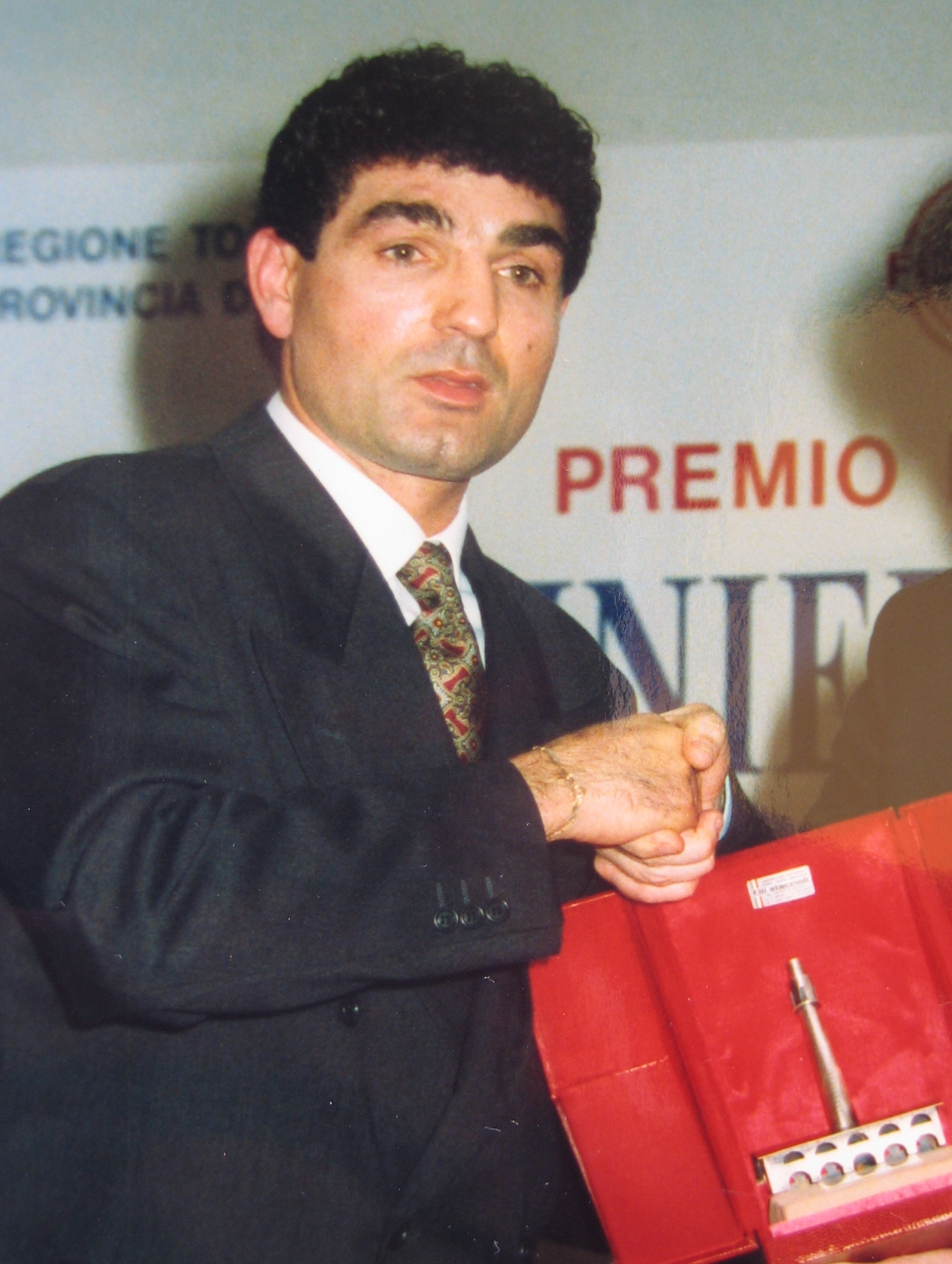
Patrizio Oliva
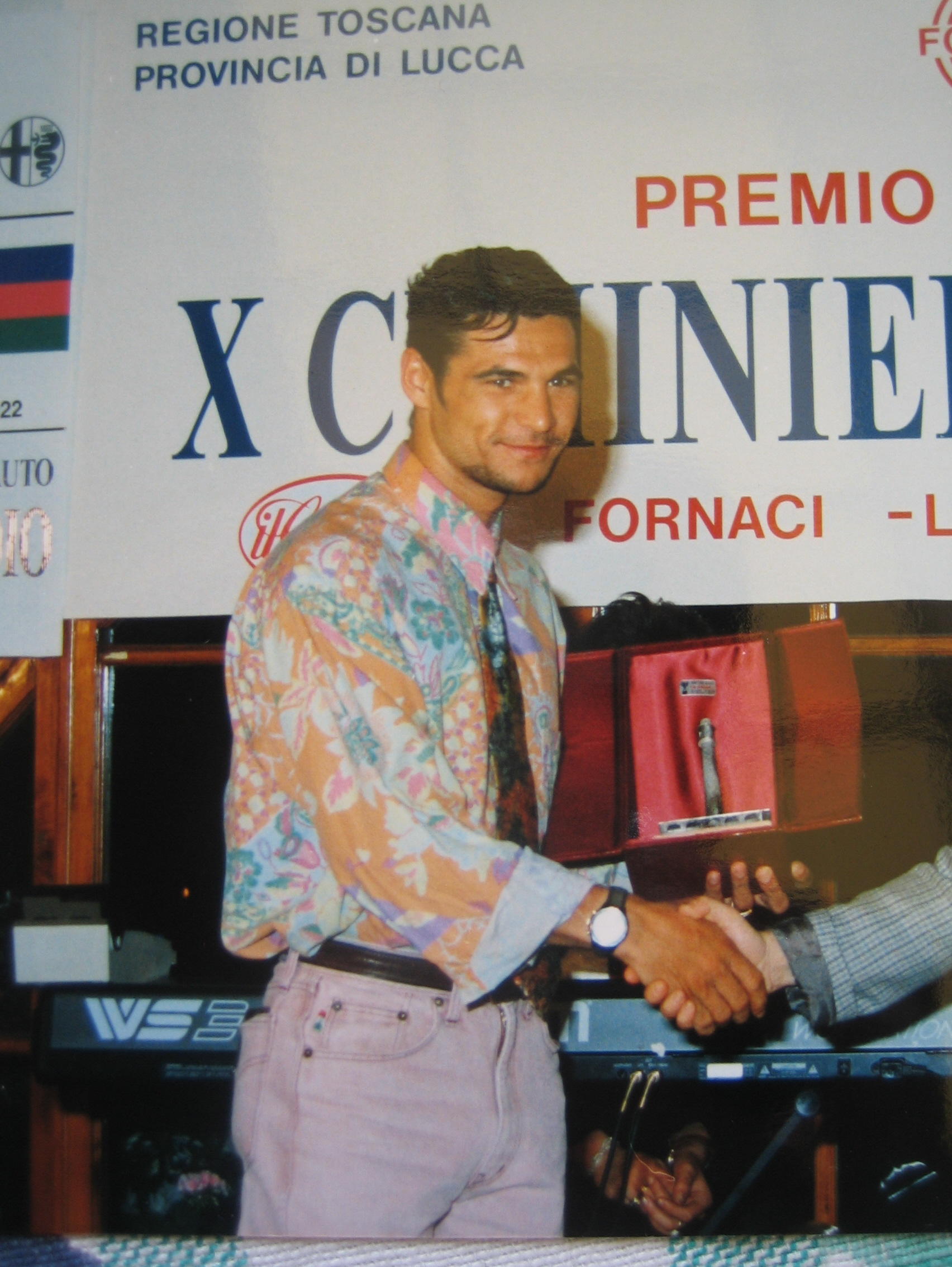
Giovanni Parisi
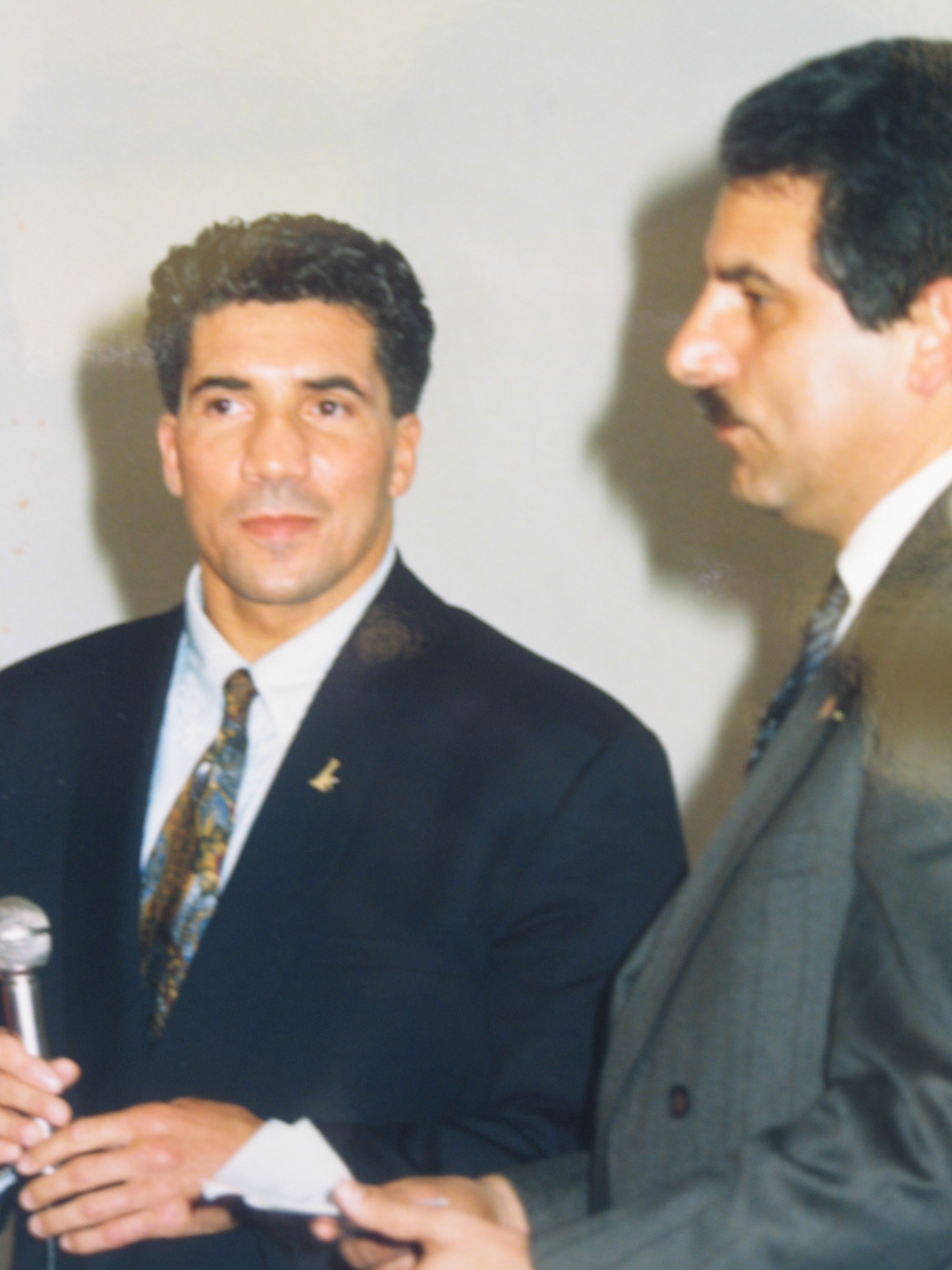
Gianfranco Rosi
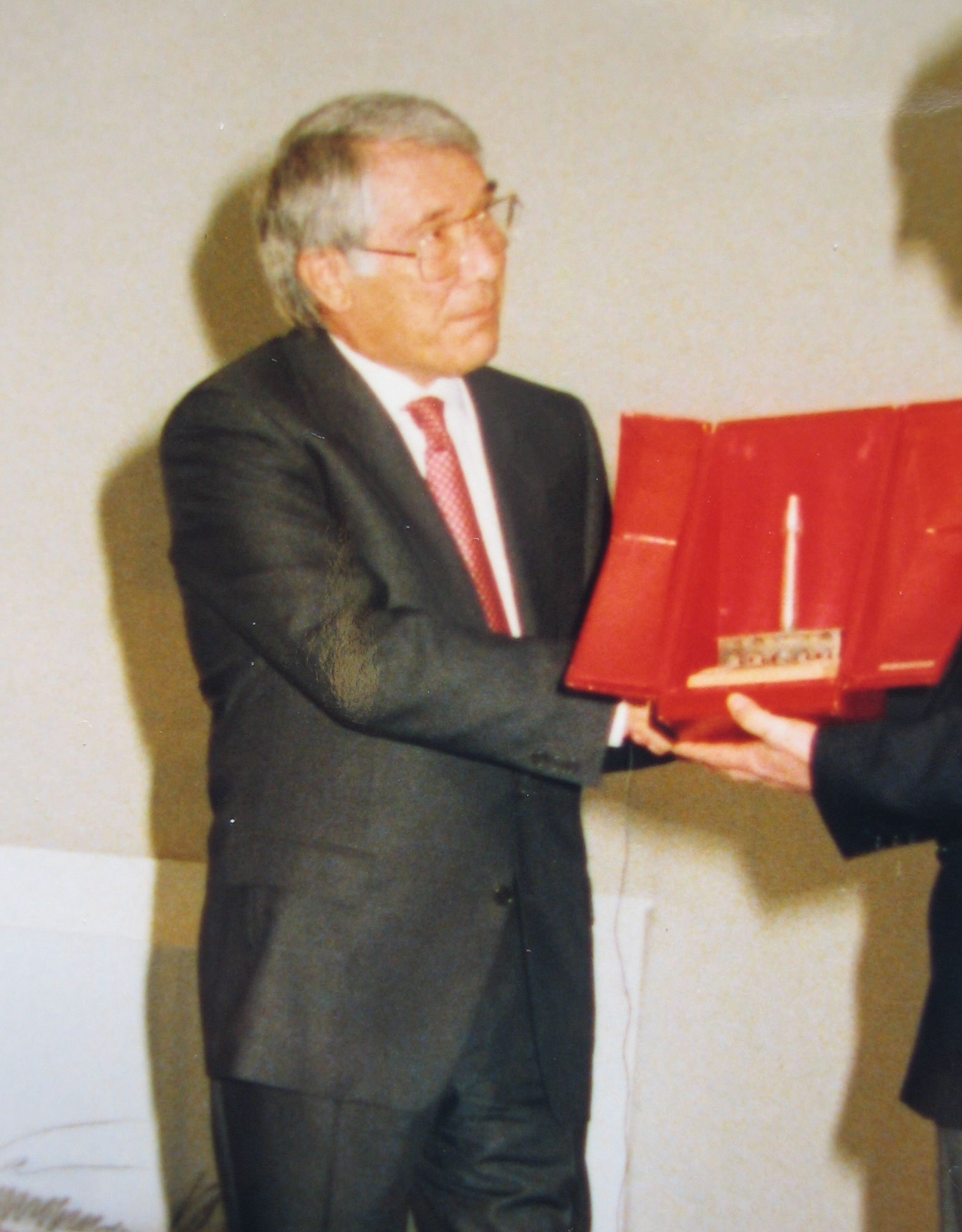
Omar Sívori